# 朴淨涓
朴淨涓（韓語：박정연，1997年05月13日—），韓國女演員。

## 經歷
- 父親為知名創作歌手朴學基，母親宋金蘭為演員，姐姐為女團MATILDA成員朴承妍。
- 曾為SM娛樂公司旗下練習生以及SM ROOKIES前成員，在冬季企畫Winter Garden中作為非公開練習生亮相[2]。

## 演出作品

### 劇集
| 年份 | 播放平台 | 劇名                     | 角色   | 備註 |
| 2020 | tvN      | 《哈囉掰掰，我是鬼媽媽》 | 趙瑞雨 |      |
| 2020 | TV朝鮮   | 《風雲碑》               | 閔玆暎 | 配角 |
| 2021 | Seezn    | 《不要離開我》           | 閔柔情 | 主演 |
| 2022 | TVING    | 《我只是還沒有全力以赴》 | 南尚雅 | 主演 |
| 2022 | YouTube  | 《我們不是垃圾》         | 申祖熙 | 主演 |
| 2023 | TVING    | 《放學後戰爭活動》       | 朴允書 | 客串 |
| 2024 | SBS      | 《來自地獄的法官》       | 車珉貞 | 客串 |
| 2025 | SBS      | 《TRY：我們成為奇蹟》    | 徐優進 | 配角 |
| 2025 | KBS2     | 《華麗的日子》           | 朴英蘿 | 配角 |

### 音樂錄影帶
| 日期           | 歌曲名稱                                   | 歌手   | 備註   |
| 2008年08月14日 | 《Vitamin》                                | 朴學基 | [ 11 ] |
| 2015年02月22日 | 《SMile for U》                            | SMTOWN |        |
| 2017年08月18日 | 《LOVE YOURSELF Highlight Reel '起承轉結》 | BTS    | [ 12 ] |

## 外部連結
- 官方网站
- 朴淨涓的Instagram帳戶
- 朴淨涓在NAVER上的资料
- 朴淨涓在Daum上的资料
- 朴淨涓在互联网电影资料库（IMDb）上的資料（英文）
- 朴淨涓在HanCinema的頁面（英文）